# Олтрінгем (футбольний клуб)
ФК «Олтрінгем» (англ. Altrincham Football Club) — англійський футбольний клуб з однойменного міста, заснований у 1891 році. Виступає в Національній лізі Півночі. Домашні матчі приймає на стадіоні «Мосс Лейн», потужністю 6 085 глядачів.